# Pomorze
Pomorze là một tỉnh của Ba Lan. Tỉnh lỵ là thành phố Gdańsk. Tỉnh có diện tích 18.292,88 ki-lô-mét vuông, dân số thời điểm giữa năm 2004 là 2.192.404 người.

## Các thành phố thị xã
Tỉnh có thành phố và thị xã. Bản sau đây sắp xếp theo thứ tự dân số giảm dần (số liệu dân số thời điểm năm 2006)):
| Gdańsk (457.630) Gdynia (252.443) Słupsk (98.402) Tczew (60.263) Starogard Gdański (48.136) Wejherowo (45.170) Rumia (44.497) Sopot (39.836) Chojnice (39.716) Malbork (38.478) Kwidzyn (37.814) Lębork (35.069) Pruszcz Gdański (23.986) Kościerzyna (23.016) | Reda (18.509) Bytów (16.715) Ustka (16.227) Kartuzy (15.263) Władysławowo (14.892) Człuchów (14.597) Puck (11.329) Miastko (10.987) Nowy Dwór Gdański (9.948) Sztum (9.945) Czersk (9.463) Prabuty (8.488) Pelplin (8.486) Skarszewy (6.824) | Gniew (6.787) Żukowo (6.302) Czarne (5.917) Dzierzgoń (5.630) Debrzno (5.359) Brusy (4.582) Nowy Staw (4.447) Jastarnia (4.033) Hel (3.898) Kępice (3.829) Łeba (3.824) Skórcz (3.512) Czarna Woda (3.182) Krynica Morska (1.371) |